# 伊纳姆克洛 (华盛顿州)
伊纳姆克洛（Enumclaw） (发音为/ˈiːnəmklɔː/)位於美國華盛頓州金郡。2000美國人口普查時該市的人口為11,116人。
此市所位於的伊納姆克洛高原，是由瑞尼爾山在五千七百年前噴發出的火山泥流所形成。
「Enumclaw」是來自印第安人時期薩利希語，意思為「惡靈之地」，顯然是指該市北方6英里（9.7）處的伊納姆克洛山所發生的邪惡事件或是屢次席捲該地區的大風暴。該市則表示它的名字意思為「如雷之聲」。

## 著名人士
- 布萊恩·斯卡拉布萊恩，芝加哥公牛球員。

## 外部連結
- City website
- Enumclaw Courier-Herald
- Enumclaw Area Chamber of Commerce
- Enumclaw Community Hospital （页面存档备份，存于）
- Enumclaw Heritage
- Enumclaw School District （页面存档备份，存于）